# Дигидролипоилтрансацетилаза
Дигидролипоилтрансацетилаза или дигидролипоамид S-ацетилтрансфераза (англ. Dihydrolipoyl transacetylase или dihydrolipoamide acetyltransferase, сокр. DLAT) — фермент (шифр КФ 2.3.1.12), из семейства ацилтрансфераз (класс трансферазы), катализирующий реакцию переноса атома водорода и ацетильной группы (CH3-CO) кофермента А от тиаминдифосфата на окисленную форму липоиллизиновых групп с образованием ацетилтиоэфира липоевой кислоты. Входит в состав пируватдегидрогеназного комплекса (ПДК) как компонент E2 (сокр. PDCE2), располагается в ядре комплекса. К дигидролипоилтрансацетилазе присоединены молекулы: пируватдекарбоксилазы (Е1) и дигидролипоилдегидрогеназы (Е3).
У человека ген, кодирующий данный фермент — DLAT, локализован на 11-й хромосоме. Дигидролипоилтрансацетилаза состоит из последовательности 647 аминокислотных остатков и имеет молекулярную массу 68997 Да.

## Структура
Все дигидролипоилтрансацетилазы имеют уникальную мультидоменную структуру, состоящую из (от N до C): 3 липоильных доменов, домена взаимодействия и каталитического домена (см. архитектуру доменов в Pfam). Все домены соединены неупорядоченными линкерными областями низкой сложности.
В зависимости от вида, несколько субъединиц фермента дигидролипоилтрансацетилазы могут располагаться вместе в кубической или додекаэдрической форме. Эти структуры затем образуют каталитическое ядро пируватдегидрогеназного комплекса, который не только катализирует реакцию переноса ацетильной группы на КоА, но и выполняет важнейшую структурную роль в создании архитектуры всего комплекса.

### Куб
Кубическая структура ядра, встречающаяся у таких видов, как Azotobacter vinelandii, состоит из 24 субъединиц. Каталитические домены собраны в тримеры с активным сайтом, расположенным на границе субъединиц. Топология активного сайта этого тримера идентична топологии активного сайта хлорамфеникол-ацетилтрансферазы. Восемь таких тримеров складываются в полый усечённый куб. Два основных субстрата, КоА и липоамид (Lip(SH)2), находятся у двух противоположных входов в канал длиной 30 Å (3 нм), который проходит между субъединицами и образует каталитический центр. КоА поступает изнутри куба, а липоамид — снаружи.

### Додекаэдр
У многих видов организмов, включая бактерии, такие как Geobacillus stearothermophilus и Enterococcus faecalis, а также млекопитающих, таких как человек и корова,  додекаэдрическая структура ядра состоит всего из 60 субъединиц. Субъединицы расположены наборами по три, подобно тримерам в кубической форме ядра, причём каждый набор составляет одну из 20 додекаэдрических вершин.

## Медицинское значение

### Первичный билиарный цирроз
Первичный билиарный цирроз (ПБЦ) — это аутоиммунное заболевание, характеризующееся появлением аутоантител к митохондриальным и ядерным антигенам. Они называются антимитохондриальными (AMA) и антиядерными (ANA) антителами соответственно. Эти антитела обнаруживаются в сыворотке крови пациентов с ПБЦ и значительно отличаются по эпитопной специфичности от пациента к пациенту. Из митохондриальных антигенов, способных вызывать реактивность аутоантител у пациентов с ПБЦ, наиболее распространённым эпитопом является субъединица E2 пируватдегидрогеназного комплекса —  дигидролипоилтрансацетилаза (другие антигены включают ферменты 2-оксокислотного дегидрогеназного комплекса, а также другие ферменты пируватдегидрогеназного комплекса). Последние данные свидетельствуют о том, что пептиды в каталитическом сайте могут представлять собой иммунодоминантные эпитопы, распознаваемые анти-PDC-E2 антителами у пациентов с ПБК. Есть также данные о наличии анти-PDC-E2 антител у пациентов с аутоиммунным гепатитом (АИГ).

### Дефицит пируватдегидрогеназы
Дефицит пируватдегидрогеназы (ПДГ) — это генетическое заболевание, приводящее к лактатацидоза и неврологической дисфункции в младенчестве и раннем детстве. Как правило, дефицит ПДГ является результатом мутации Х-сцепленного гена субъединицы E1 пируватдегидрогеназного комплекса. Однако известны редкие случаи, когда у пациентов с ПДГ вместо этого происходила мутация в аутосомном гене субъединицы E2. Сообщалось, что у таких пациентов симптомы были гораздо менее тяжёлыми, а наиболее ярким проявлением болезни была эпизодическая дистония, хотя также наблюдались гипотония и атаксия.